# Sapheneutis pulchella
Sapheneutis pulchella is een vlinder uit de familie zakjesdragers (Psychidae). De wetenschappelijke naam van deze soort is voor het eerst geldig gepubliceerd in 2010 door Sobczyk & Schütte.
De vlinder heeft een spanwijdte van ongeveer 21 millimeter bij het mannetje en 28 tot 29 millimeter bij het vrouwtje. De vleugels zijn wit/lichtgeel met zwarte stippen van variabele grootte. De soort komt voor op Madagaskar.